# Vincent Chancey
Vincent Chancey (* 4. Februar 1950 in Chicago) ist ein US-amerikanischer Jazz-Hornist und Komponist, bekannt vor allem durch Mitwirkung in der Carla Bley Band und Lester Bowie’s Brass Fantasy. 

## Leben und Wirken
Chancey lernte auf der Schule Kornett und besuchte ab dem zwölften Lebensjahr das Konservatorium, um sich dem Waldhorn zuzuwenden. Nach seinem Studium an der Illinois University School of Music und der Southern Illinois University (Bachelor) ging er 1973 nach New York, um von dem Jazz-Waldhorn-Pionier Julius Watkins zu lernen. Chancey, der bis dahin keinen Jazz gespielt hatte, erwarb ein Stipendium für seine dortigen Lehrjahre und spielte in dieser Zeit mit Monty Waters, bei Alison Mills, Don Cherry, David Murray, Muhal Richard Abrams, George Russell und Wilber Morris. Seit 1976 wurde er als Mitglied des Sun Ra Arkestra bekannt.  Zwischen 1978 und 1984 gehörte er zum Ensemble von Carla Bley. Auch spielte er bei Gil Evans, Chick Corea, Lester Bowie, dem Lincoln Center Jazz Orchestra, Count Basie, dem Carnegie Hall Jazz Orchestra, Lionel Hampton, Herb Robertson (Shades of Bud Powell, 1988), Cassandra Wilson, Sun Ra (Oblique Parallax), Carmen McRae, Shirley Horn, Joe Daley (The Seven Deadly Sins, 2010) und Arto Lindsay. Er war auch an Aufnahmen von Peggy Lee, Ashford & Simpson, Melba Moore, Aretha Franklin, BeBe Winans, Whitney Houston, den Edwin Hawkins Singers und Gal Costa beteiligt.
Mit seinem erdigen Ton zeigt er, dass Tonbildung auch beim Waldhorn jazzmäßig möglich ist. Aktuell spielt er u. a. in John Fischers Interface, Dave Douglas Brass Ecstasy und dem Charles Mingus Orchestra, leitet aber auch ein eigenes Trio.

## Diskographische Hinweise
- Floros Floridis, Vincent Chancey, Peter Kowald, Louis Moholo: Human Aspect (Om, 1990)
- Welcome Mr. Chancey (In + Out Records; 1993, mit David Gilmore, Kevin Bruce Harris, Ronnie Burrage)
- Next Mode (DIW Records; 1998)
- Vincent Chancey / Serge Pesce: Légendes Imaginaires (Lisp 2008)
- Jeremy Carlstedt /Vincent Chancey / Serge Pesce / Barre Phillips: Transatlantic Quartet (Fatto in Casa, 2019)
- Vincent Chancey / Wilber Morris / Warren Smith: The Spell –  The Vincent Chancey Trio Live, 1987 (NoBusiness, ed. 2020)
- Sun Ra Arkestra: Lights on a Satellite (In + Out Records, 2024)

## Lexigraphische Einträge
- Todd S. Jenkins Free Jazz and Free Improvisation: An Encyclopedia Greenwood 2004, ISBN 978-0313298813.